# Crayon Shin-chan - Arashi o yobu - Appare! Sengoku dai kassen
Crayon Shin-chan - Arashi o yobu - Appare! Sengoku dai kassen (クレヨンしんちゃん 嵐を呼ぶ アッパレ!戦国大合戦?, Kureyon Shin-chan - Arashi o yobu - Appare! Sengoku dai kassen, letteralmente "Crayon Shin-chan - Evocare la tempesta - Bene! La grande guerra Sengoku") è un film d'animazione del 2002 diretto da Keiichi Hara.
Si tratta del decimo film basato sul manga e anime Shin Chan. Come per gli altri film basati sulla serie, non esiste un'edizione italiana del lungometraggio.

## Trama
Tutto comincia quando Shiro scava una buca in giardino. In quella buca, Shin-chan trova una lettera appartenente al 2º anno dell'epoca Sengoku, corrispondente al 1574, che è stata messa lì durante la guerra civile. Una volta letto il messaggio, Shin-chan è stato teletrasportato a quel periodo. Lì incontra un samurai, Matabe, che gli salva la vita. Egli diventa amico anche degli antenati dei suoi amici Masao, Kazama, Boo e Nene.
Una volta scoperto dove fosse finito Shin-chan, i genitori del piccolo cominciano a cercare il modo di viaggiare indietro nel tempo per salvarlo. Una volta trovato Shinnosuke riprovano a tornare nel loro tempo, ma non ci riescono. Mentre cercano un altro modo per tornare al loro tempo, aiutano Matabe a prevenire l'assedio della città. Dicono poi al signore della città che Kasuga, la città dove sono finiti i tre protagonisti, non passerà alla storia e gli fanno decidere alcune azioni che porteranno alla guerra.
Una volta terminata la giornata, tornano a casa.

## Personaggi e doppiatori
| Personaggio       | Doppiatore     |
| ----------------- | -------------- |
| Shinnosuke Nohara | Akiko Yajima   |
| Hiroshi Nohara    | Keiji Fujiwara |
| Misae Nohara      | Miki Narahashi |
| Himawari Nohara   | Satomi Koorogi |
| Masao Sato        | Mie Suzuki     |
| Nene Sakurada     | Tamao Hayashi  |
| Tooru Kazama      | Mari Mashiba   |
| Boo               | Chie Satou     |

## Distribuzione

### Edizioni home video
In Giappone il film è stato distribuito in VHS il 28 marzo 2003 e in DVD il 28 novembre 2003.